# ヤン・スヴァトプルク・プレスル

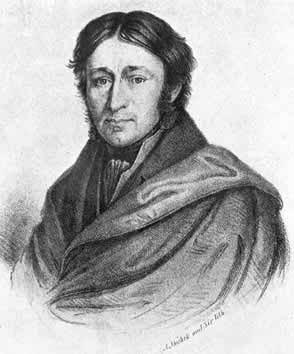
Jan Svatopluk Presl

ヤン・スヴァトプルク・プレスル（Jan Svatopluk Presl、1791年10月4日 - 1849年4月6日）はチェコの動物学者、鉱物学者である。19世紀のチェコの重要な科学者で、多くのチェコ語の学術用語を作った。

## 略歴
プラハで生まれた。プラハの修道会学校で学んだ後、医学を学んだ。動物学と鉱物学の助手を務めた後、1818年にオロモウツで2年間、働いた後、プラハに戻りプラハ大学で28年間教えた。
鉱物学、化学、動物学、植物学などの分野で、チェコ語の学術用語を作ったことで知られる。プレスルの作った学術用語は後に、Vojtěch Safarikや Alexandr Summer Batek (1874-1944)、Emil Votoček らによって改訂された。
愛国的な活動でも知られ、ヨセフ・ユングマンのチェコ国家復興運動のグループの一人で、メンバーと国立博物館の創設を計画した。1821年にチェコで最初の学術雑誌、「Krok」（「前進」）を創刊した。
弟のカレル・ボジヴォイ・プレスル（Karel Bořivoj Presl）もプラハ大学の植物学教授で、1819年に共著で『チェコの植物』（"Flora čechica: indicatis medicinalibus, oeconomicis technologicisque plantis"）を出版した。
チェコの植物学会の雑誌、"Preslia"はプレスル兄弟を記念して命名されており、シソ科の属名、Preslia（ハッカ属、mentha のシノニム）に献名されている。

## 著作
- Flora Čechica (1819, 共著) – 1498種の植物種を記載
- Mantissa I. ad Floram Čechicam (1822、補足版)
- Lučba čili chemie zkusná (1828–1835)
- Nerostopis čili Mineralogie (1837)